# Geneviève Raugel

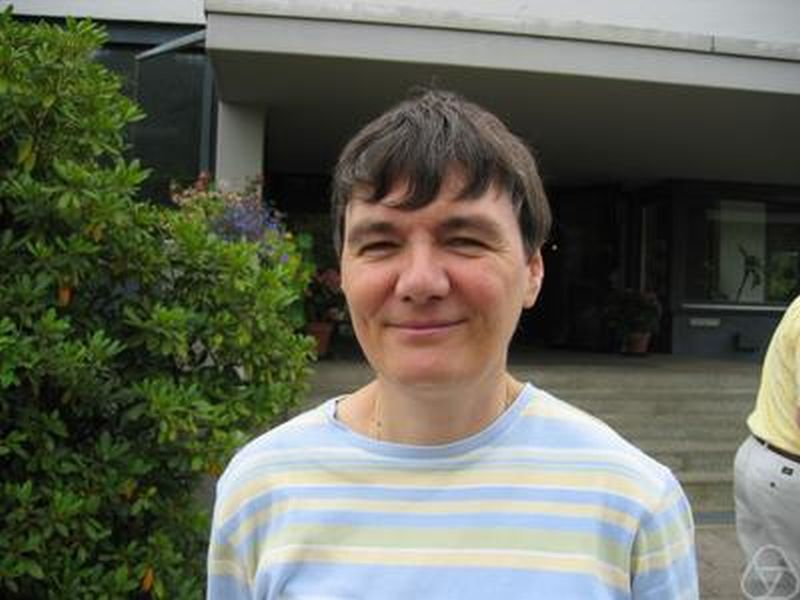
Geneviève Raugel, Oberwolfach 2004

Geneviève Raugel (* 27. Mai 1951; † 10. Mai 2019) war eine französische Mathematikerin.

## Leben
Raugel studierte ab 1972 an der École normale supérieure de Fontenay-aux-Roses. 1978 promovierte sie an der Universität Rennes 2 bei Michel Crouzeix (Thèse de troisième cycle) mit einer Arbeit über elliptische Probleme mit Ecken (Résolution numérique de problèmes elliptiques dans des domaines avec coins). Danach war sie Forscherin am CNRS (zunächst Chargé de Recherche, ab 1996 Forschungsdirektorin). 1984 erfolgte der zweite Teil der Promotion im französischen System, ebenfalls bei Crouzeix (Thèse d’Etat, Approximation numérique de problèmes non linéaires(Numerische Approximation nichtlinearer Probleme)). Sie arbeitete zunächst in Rennes, später an der École polytechnique und schließlich an der Universität Paris-Süd.
Raugel beschäftigte sich vor allem mit partiellen Differentialgleichungen, speziell Navier-Stokes-Gleichungen und mit globalen Attraktoren. Mit Christine Bernardi hat sie das Bernardi-Raugel-Element (für die Finite-Elemente-Methode) entwickelt.
In Anerkennung ihrer grundlegenden Arbeiten mit Jack Hale hielt sie die J. K. Hale-Vorlesung auf der 1. International Conference on Dynamics of Differential Equations (GA Tech 2013) zu seinem Gedenken. Sie war Haupt-Organisatorin der 2. International Conference on Dynamics of Differential Equations dieser Reihe (CIRM Luminy, 2016). Viele Jahre prägte sie das Journal of Dynamics and Differential Equations als unermüdliche Mitherausgeberin.
Sie veröffentlichte unter anderem mit Jack Hale, Klaus Kirchgässner, Jerrold Marsden, Tudor Ratiu.

## Schriften (Auswahl)
Außer den in den Fußnoten zitierten Schriften.
- mit Jack Hale: Reaction-diffusion equation on thin domains. In: J. Math. Pures Appl., Band 71, 1992, S. 33–95
- mit Jack Hale: Convergence in gradient-like systems with applications to PDE. In: Z. Angew. Math. Phys., Band 43, 1992, S. 63–124.
- Dynamics of Partial Differential Equations on Thin Domains. In: R. Johnson (Hrsg.): Dynamical systems. Lectures given at the Second C.I.M.E. (Montecatini Terme, Juni 1994). In: Lecture Notes in Mathematics, 1609. Springer 1995, S. 208–315
- mit Jerrold Marsden, Tudor Ratiu: The Euler equations on thin domains. International Conference on Differential Equations (Berlin, 1999). World Scientific, 2000, S. 1198–1203
- mit Klaus Kirchgässner: Stability of Fronts for a KPP-system: The noncritical case. In: Gerhard Dangelmayr, Bernold Fiedler, Klaus Kirchgässner, Alexander Mielke (Hrsg.): Dynamics of nonlinear waves in dissipative systems: reduction, bifurcation and stability. Longman, Harlow 1996, S. 147–209, Teil 2 (The critical case). In: J. Differential Equations, Band 146, 1998, S. 399–456.
- mit Jack Hale: Regularity, determining modes and Galerkin methods. In: J. Math. Pures Appl., Band 82, 2003, S. 1075–1136.
- mit Romain Joly: A striking correspondence between the dynamics generated by the vector fields and by the scalar parabolic equations. In: Confluentes Math., Band 3, 2011, S. 471–493, arxiv:1005.1727
- mit Romain Joly: Generic hyperbolicity of equilibria and periodic orbits of the parabolic equation on the circle. 2008, arxiv:0806.2713
- mit Marcus Paicu: Anisotropic Navier-Stokes equations in a bounded cylindrical domain, in: Partial differential equations and fluid mechanics. In: London Math. Soc. Lecture Note Ser., 364, Cambridge Univ. Press, 2009, S. 146–184, arxiv:0809.5190
- mit Romain Joly: Generic Morse-Smale property for the parabolic equation on the circle. In: Transactions of the AMS, Band 362, 2010, S. 5189–5211, arxiv:1005.3186
- mit Jack Hale: Persistence of periodic orbits for perturbed dissipative dynamical systems. In: Infinite dimensional dynamical systems, Fields Institute Commun., Band 64. Springer, New York 2013, S. 1–55.
- mit Nicolas Burq, Wilhelm Schlag: Long time dynamics for damped Klein-Gordon equations. 2015, arxiv:1505.05981